# G3

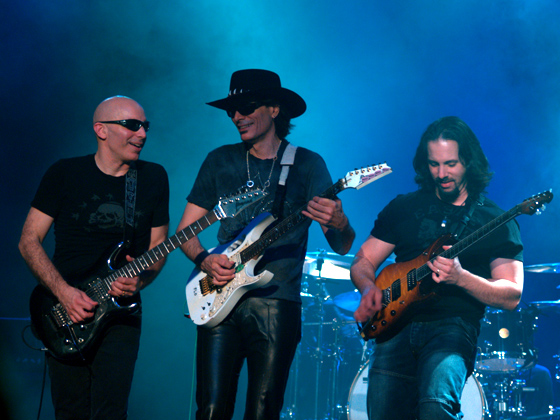
Joe Satriani, Steve Vai és John Petrucci G3 koncerten 2006 decemberében Ausztráliában

A G3 általában évente megrendezett koncertsorozat, amelyen hárman vesznek részt a világ legjobb gitárosai közül, változó felállásban. Az egyetlen állandó fellépő az alapító Joe Satriani. Gyakori fellépő  a virtuóz Steve Vai is, valamint fellépett még Marco Ciaravolo (Satriani tanára), Eric Johnson (gitáros), Kenny Wayne Shepherd, Yngwie J. Malmsteen, John Petrucci, Robert Fripp, Paul Gilbert, Steve Morse, Steve Lukather, Uli Jon Roth, Michael Schenker, Adrian Legg. Ismert vendégek voltak Tony MacAlpine, Johnny Hiland, Keith More, Chris Duarte, Andy Timmons, Neal Schon, Gary Hoey, Brian May, Billy Gibbons, Johnny A, George Lynch, Patrick Rondat, Guthrie Govan, Alejandro Silva, és Eric Sardinas.

## Kronológia
- G3 1996
- G3 1997
- G3 1998
- G3 2000
- G3 2001
- G3 2003
- G3 2004
- G3 2005
- G3 2006
- G3 2007
- G3 2008
- G3 2009
- G3 2010
- G3 2011
- G3 2012